# Groupe volcanique méridional de Yatsugatake

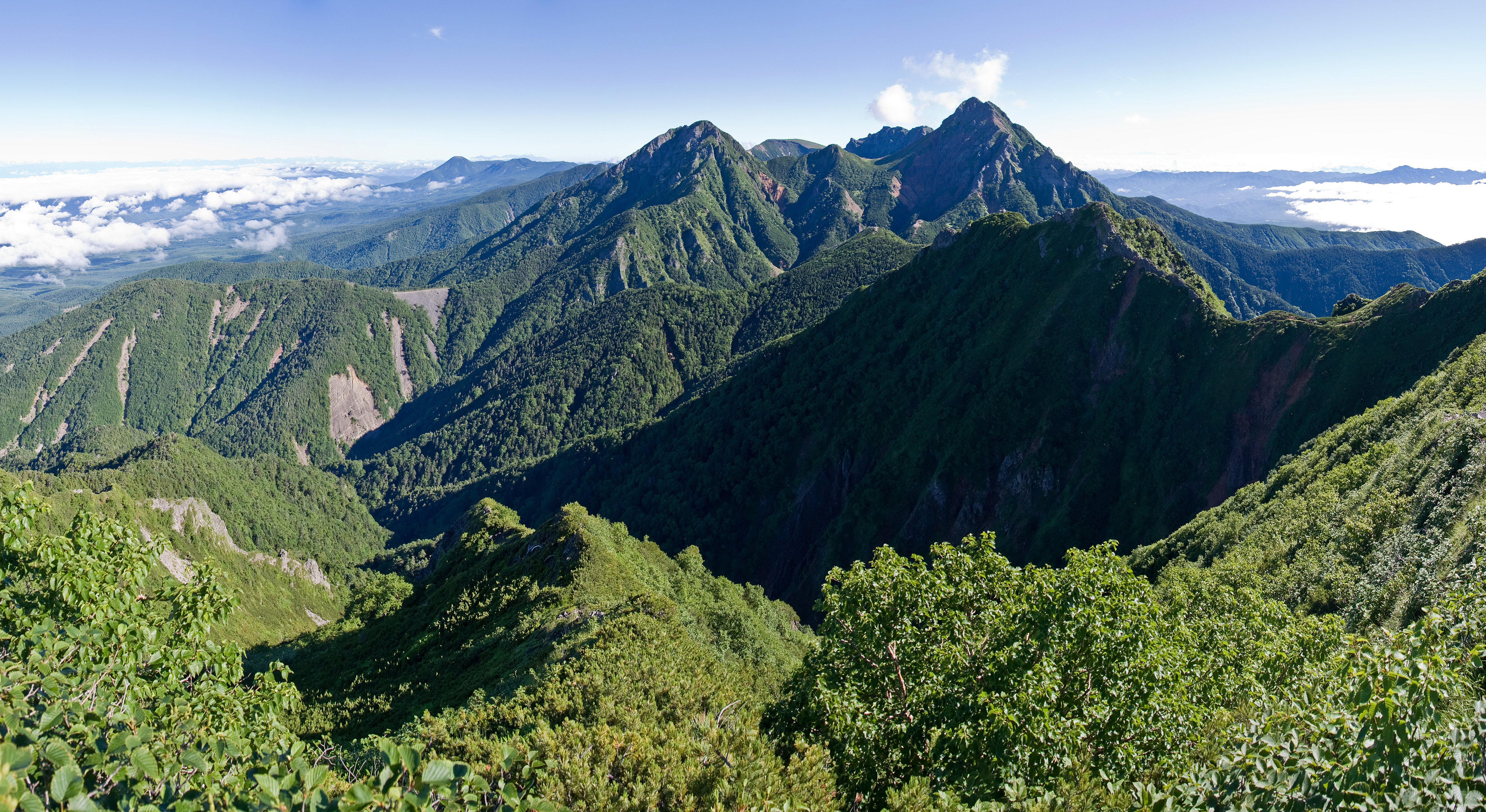
Les monts Akadake et Amidadake vus depuis le mont Gongendake

Le groupe volcanique méridional de Yatsugatake (南八ヶ岳, Minami-Yatsugatake), aussi appelé juste Yatsugatake, est un groupe volcanique de volcans inactifs situé à la limite des préfectures de Nagano et Yamanashi dans le Honshū au Japon.

## Géographie

### Situation, topographie
Le groupe volcanique méridional de Yatsugatake fait partie des monts Yatsugatake. Le groupe méridional est défini par les montagnes au sud du col de Natsuzawa. Le sommet principal est le mont Aka culminant à 2 899 m.
Les montagnes méridional de Yatugatake sont raides et possèdent des caractéristiques alpines. Les montagnes du groupe volcanique septentrional de Yatsugatake sont plus douces et moins élevées.
Ce groupe volcanique est classé parmi les 100 montagnes célèbres du Japon sous l’appellation Yatsugatake. Le mont Tateshina fait aussi partie des montagnes Yatsugatake mais est classé séparément.
Ces montagnes font partie du parc quasi national de Yatsugatake-Chūshin Kōgen.
Les sommets dont les noms suivent composent le groupe volcanique méridional de Yatsugatake :
| Nom                                 | Altitude (m) |
| ----------------------------------- | ------------ |
| Mont Aka                            | 2 900        |
| Mont Yoko                           | 2 829        |
| Mont Amida (阿弥陀岳, Amida-dake)   | 2 805        |
| Mont Iō                             | 2 760        |
| Mont Gongen (権現岳, Gongen-dake)   | 2 715        |
| Mont Amigasa (編笠山, Amigasa-yama) | 2 523,7      |
| Mont Nishi (西岳, Nishi-dake)       | 2 398        |
| Utsukushi-mori (美し森)             | 1 542        |

### Géologie
Ces volcans sont des stratovolcans vieux d'un million à 200 000 ans. La roche est constituée principalement de basalte et d'andésite.

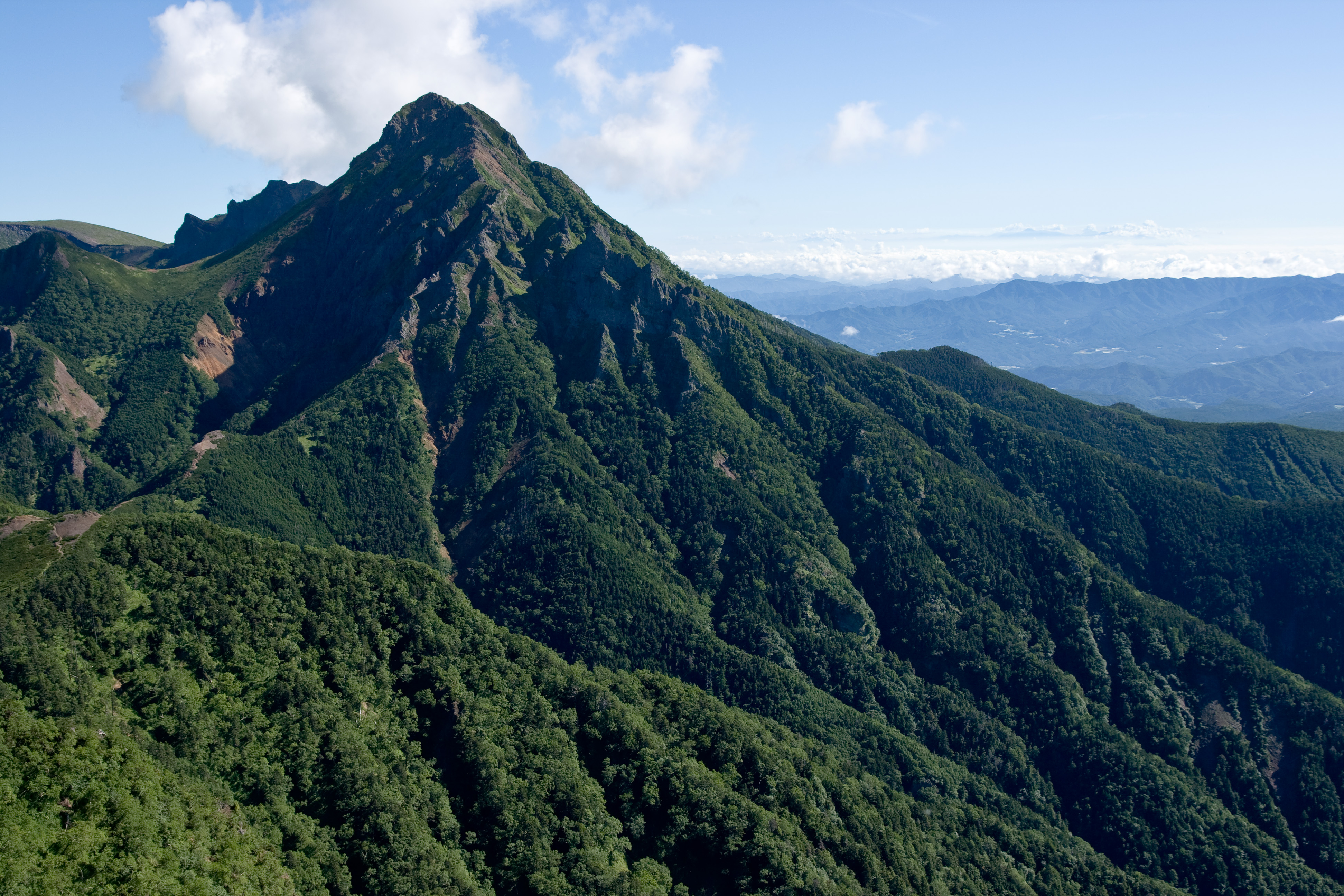
Le mont Aka, plus haut sommet des monts Yatsugatake.
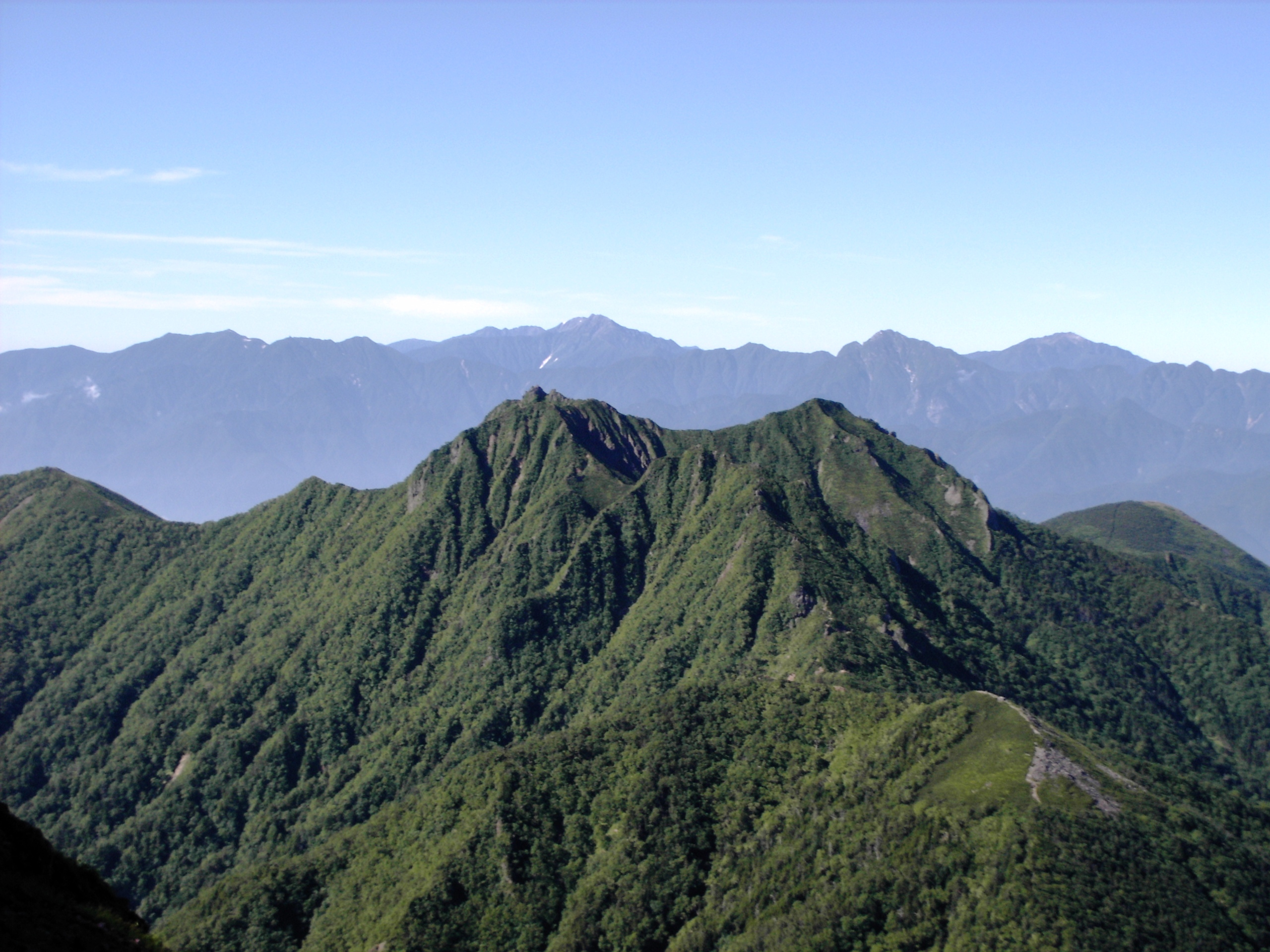
Le mont Gongen vu depuis le mont Aka.
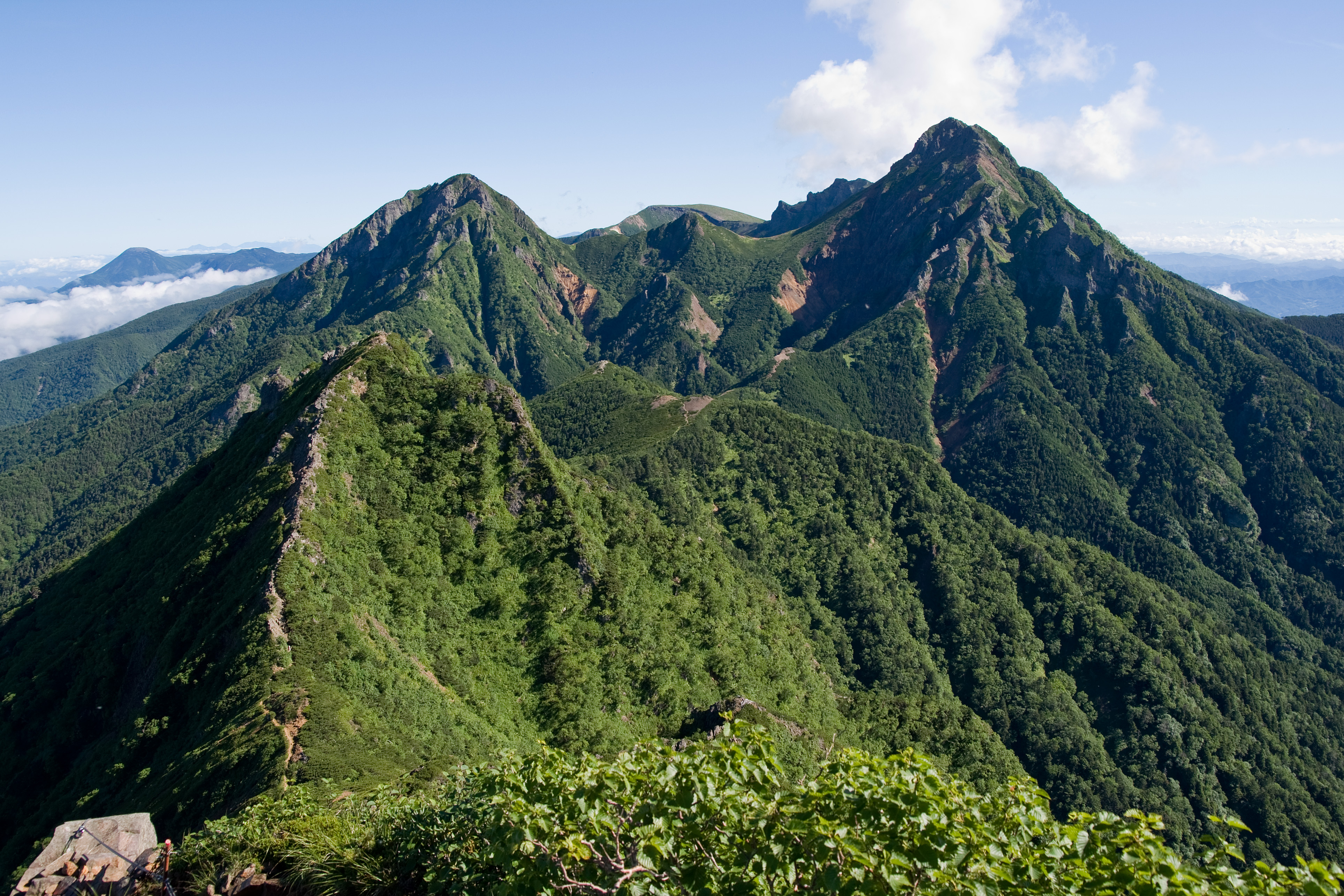
Les monts Amida, Iō, Yoko et Aka vus depuis le mont Gongen.
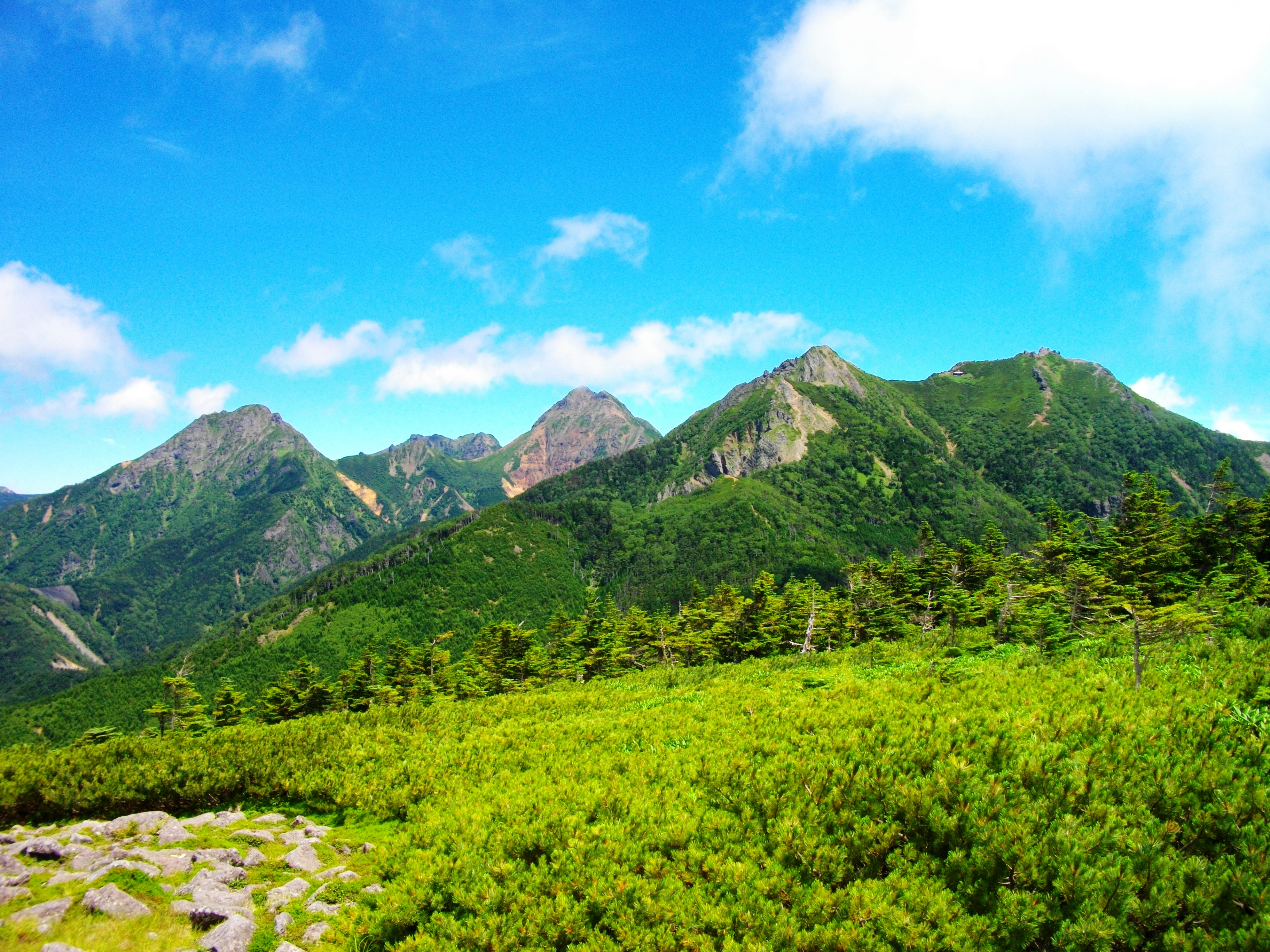
Les monts Amida, Iō, Yoko, Aka et Gongen vus depuis le mont Amigasa.

### Climat
| Mois                                             | jan.       | fév.      | mars       | avril      | mai       | juin      | jui.      | août     | sep.      | oct.      | nov.       | déc.       | année    |
| ------------------------------------------------ | ---------- | --------- | ---------- | ---------- | --------- | --------- | --------- | -------- | --------- | --------- | ---------- | ---------- | -------- |
| Température minimale moyenne (°C)                | −12,2      | −11,4     | −6,4       | −0,6       | 4,9       | 10,2      | 15        | 15,5     | 11,4      | 4,4       | −1,8       | −7,9       | 1,8      |
| Température moyenne (°C)                         | −5,3       | −4,5      | −0,3       | 5,8        | 11        | 14,8      | 18,9      | 19,5     | 15,5      | 9,3       | 3,8        | −1,9       | 7,2      |
| Température maximale moyenne (°C)                | 0,1        | 1,1       | 5,4        | 12,1       | 17,2      | 19,9      | 23,7      | 24,7     | 20,3      | 14,7      | 9,6        | 3,5        | 12,7     |
| Record de froid (°C) date du record              | −25,1 2016 | −26 2012  | −25,3 2014 | −18,7 2001 | −6,6 2013 | −1,4 2016 | 4,8 1982  | 4,2 2018 | −2,2 2001 | −8,9 1993 | −14,1 1981 | −23,1 1978 | −26 2012 |
| Record de chaleur (°C) date du record            | 11,9 2016  | 15,6 1996 | 20,1 2010  | 24,9 2003  | 26,5 2020 | 28,6 1997 | 30,7 2013 | 31 2003  | 29,1 2010 | 24,9 2005 | 19,7 2003  | 16,9 1990  | 31 2000  |
| Ensoleillement (h)                               | 175,7      | 167,1     | 179,8      | 188,3      | 186       | 127,7     | 142,2     | 160,1    | 124,1     | 140,2     | 167,9      | 175,5      | 1 933,7  |
| Précipitations (mm)                              | 46,6       | 49,8      | 93,4       | 100,6      | 124,9     | 172,6     | 205,6     | 166,8    | 204,1     | 164,6     | 62,4       | 41         | 1 432,4  |
| Nombre de jours avec précipitations              | 6,1        | 6,1       | 9,7        | 9,8        | 10,9      | 13,7      | 15,1      | 13       | 11,9      | 10        | 7          | 5,8        | 119,4    |
| dont nombre de jours avec précipitations ≥ 10 mm | 1,6        | 2         | 3,3        | 3,9        | 4,5       | 5,8       | 6,5       | 5,2      | 5,7       | 4,6       | 2,3        | 1,4        | 46,8     |

| Diagramme climatique                                  |              |             |               |              |               |             |               |               |              |             |           |
| J                                                     | F            | M           | A             | M            | J             | J           | A             | S             | O            | N           | D         |
| 0,1−12,246,6                                          | 1,1−11,449,8 | 5,4−6,493,4 | 12,1−0,6100,6 | 17,24,9124,9 | 19,910,2172,6 | 23,715205,6 | 24,715,5166,8 | 20,311,4204,1 | 14,74,4164,6 | 9,6−1,862,4 | 3,5−7,941 |
| Moyennes : • Temp. maxi et mini °C • Précipitation mm |              |             |               |              |               |             |               |               |              |             |           |